# Kenneth Clarke
Ne doit pas être confondu avec Kenneth Clark.
Kenneth Harry Clarke, dit Ken Clarke, né le 2 juillet 1940 à West Bridgford, est un homme politique britannique, membre du Parti conservateur.

## Biographie
Il est fils d'électricien dans les mines.
Il a étudié le droit au Gonville and Caius College de l'université de Cambridge, où il a présidé l'association des étudiants conservateurs (CUCA). Il a par la suite exercé la profession d'avocat entre 1963 et 1980.
Il est élu député de Rushcliffe à la Chambre des communes en 1970, après avoir échoué par deux fois à conquérir la circonscription de Mansfield. Quinze ans plus tard, il entre au gouvernement de Margaret Thatcher en tant que trésorier payeur général. Il change de poste en 1987 pour devenir chancelier du duché de Lancastre, puis secrétaire d'État à la Santé en 1988. Nommé secrétaire d'État à l'Éducation en 1990, il est choisi pour occuper le poste de secrétaire d'État de l'Intérieur en 1992, et obtient un an plus tard celui de chancelier de l'Échiquier, qu'il conserve jusqu'à la défaite des conservateurs, en 1997.
Durant les treize années que dura le passage dans l'opposition du Parti conservateur, il tenta par trois fois de se faire élire leader du parti sans jamais y parvenir. Depuis 2005, il est l'un des trois plus anciens députés aux Communes encore en fonction, avec les travaillistes Gerald Kaufman et Dennis Skinner (qui siègent également sans interruption depuis 1970). Il est choisi quatre ans plus tard comme secrétaire d'État au Commerce dans le « cabinet fantôme » de David Cameron. Quand ce dernier, devenu Premier ministre, forme son gouvernement le 11 mai 2010, Ken Clarke est nommé secrétaire d'État à la Justice et lord chancelier, le département du Commerce revenant à un membre des Libéraux démocrates. Il quitte son poste en septembre 2012 et devient ministre sans portefeuille, avant de quitter le gouvernement le 14 juillet 2014 à l'issue d'un remaniement ministériel. De février 2017 à novembre 2019, il est « Doyen de la Chambre des communes », ayant la carrière parlementaire ininterrompue la plus longue de tous les députés en exercice (ex æquo avec Dennis Skinner).
Il est vice-président de British Influence, un groupement pro-européen, et président de Conservative Europe et vice-président du European Movement UK, deux groupes de pression transpartis visant à promouvoir une plus grande intégration du Royaume-Uni à l'Union européenne.
Clarke a été membre du comité de direction du groupe Bilderberg.

## Positions
Ken Clarke est membre de l'aile progressiste, centriste et pro-européenne du Parti conservateur. Il est opposé à la peine de mort et favorable au droit à l'avortement à une époque où la majorité de ses collègues ont le point de vue opposé. Il est un tenant du conservatisme de type one nation, et indique qu'il soutient « une économie de marché libre avec une conscience sociale ». Membre du gouvernement de Margaret Thatcher dans les années 1980, il tente de défendre un « thatchérisme à visage humain ». Il demeure favorable à la participation du Royaume-Uni à la Communauté économique européenne puis à l'Union européenne durant toute sa carrière, et participe à la campagne pour le maintien durant le référendum de 2016,. En février 2017, il est le seul député conservateur à voter contre l'enclenchement du processus de sortie du Royaume-Uni de l'Union européenne - le projet de loi permettant au gouvernement d'invoquer l'article 50 du traité sur l'Union européenne,.
Il fait partie des 21 députés conservateurs exclus du parti le 4 septembre 2019 pour avoir voté contre le Premier ministre Boris Johnson. Il annonce qu'il ne se représentera pas aux élections législatives anticipées en décembre, mettant ainsi un terme à ses 49 ans de carrière parlementaire. Le 4 novembre, avant-dernier jour avant la dissolution du Parlement en vue de ces élections, Ken Clarke, en sa qualité de doyen de la Chambre, préside à l'élection de Lindsay Hoyle comme nouveau président de la Chambre des communes.
Le 4 septembre 2020, il est créé pair à vie, avec le titre de baron Clarke de Nottingham.

## Ouvrage
- Kind of Blue : A Political Memoir, Macmillan ; Main Market edition, 2016.